# 3700 Geowilliams
Geowilliams (asteróide 3700) é um asteróide da cintura principal, a 1,8668398 UA. Possui uma excentricidade de 0,2266082 e um período orbital de 1 369,79 dias (3,75 anos).
Geowilliams tem uma velocidade orbital média de 19,17074569 km/s e uma inclinação de 12,1346º.
Este asteróide foi descoberto em 23 de outubro de 1984 por Carolyn Shoemaker e Eugene Shoemaker.